# Rubén Castro Martín
Rubén Castro Martín (Las Palmas de Gran Canaria, Illes Canàries; 27 de juny de 1981) és un exfutbolista professional canari, que jugava com a davanter. És germà dels també futbolistes Álex i Guillermo Castro. Tots tres són formats al planter de la UD Las Palmas.

## Trajectòria esportiva

### U.D. Las Palmas
Després de formar-se en les categories inferiors, va començar la seva carrera professional a la UD Las Palmas. La temporada 2003/04 fou el màxim golejador de segona divisió, marcant 22 gols.

### Deportivo de la Coruña
La temporada següent firmà pel Deportivo de La Coruña, en una operació on Momo també va ser traspassat, per tal d'eliminar el deute que la U.D Las Palmas tenia amb el club gallec. La temporada 2004/05, però, el davanter va jugar cedit a l'Albacete, on no va tenir gaire èxit.
La temporada 2005/06 va tornar a la Corunya, però, no va ser capaç d'entrar en l'onze titular i a la temporada 2006/07 va tornar a marxar cedit, aquest cop al Racing de Santander. Al mercar d'hivern, va marxar de Cantàbria i va fitxar, un altre cop cedit, pel Nàstic de Tarragona on tingué un bon inici, marcant tres gols en els tres primers partits, però sense tenir a partir de llavors massa continuïtat en l'equip.
A la 2007/08, va tornar al Deportivo de la Corunya, on gairebé no va participar, i per això, va marxar cedit al Huesca a Segona Divisió, Al finalitzar la temporada va tornar a Galícia, però, no va trobar lloc, i va haver de marxar direcció Madrid, per jugar en el Rayo Vallecano.
A la temporada 2010/11 va començar la pretemporada amb l'equip blanc-i-blau,però, finalment va ser traspassat al Betis.

### Real Betis Balompié
Amb el Betis va aconseguir l'ascens a primera divisió de la lliga espanyola en la primera temporada, en la qual amb 27 gols va convertir-se en el segon màxim golejador de la història del club verd-i-blanc en una temporada.
En la 2011/12 va aconseguir a primera divisió un total de 16 gols en lliga i va ser tercer en el trofeu Zarra.
En la 2012/2013 va marcar 18 gols en lliga, fet que el va classificar com a tercer en el trofeu Zarra per segon any consecutiu, i com a màxim golejador de la història del Betis en lliga.
El 6 de desembre de 2014 va esdevenir el màxim golejador de la història del club amb un total de 95 gols.
El juliol de 2017, a 36 anys, Castro va marxar a jugar a l'estranger per primer cop en la seva carrera, essent cedit al club xinès Guizhou Hengfeng Zhicheng FC per cinc mesos.

## Selecció espanyola
Va jugar a la selecció espanyola sub-21, i va fer un total de sis gols en set partits.

## Polèmica
El 28 de maig de 2013 va ser detingut per una presumpte agressió a la seva parella. Després d'estar-se unes hores a les dependències policials va ser posat en llibertat amb càrrecs i ordre d'allunyament. El 2014 va ser dictat un auto en contra seva per quatre delictes de maltractament i una amenaça lleu en contra de la seva exxicota.
Rubén Castro fou imputat per agredir i amenaçar la seva ex parella, Laura M. P. Posteriorment el fiscal va elevar la petició fins a 6 càrrecs per maltractament físic i psicològic cap a la seva exxicota. La jutgessa que portava el cas, creia que la podria haver agredit fins a quatre vegades. A més, també se'l va acusar d'enviar missatges amb amenaces a través del mòbil. El davanter canari va negar tots els fets en la seva defensa.
El febrer de 2015, la fiscalia va demanar dos anys de presó per quatre delictes de maltractament i un cinquè per amenaces greus contra la seva ex parella. La denúncia per presumpta agressió sexual va quedar arxivada. Això s'ha d'afegir a la prohibició de tinència d'armes i l'ordre d'allunyament a Laura M.P.
La polèmica va sorgir de nou durant el mes de març de 2015, quan ultres radicals de Betis, els Supporters Sur, van entonar càntics a favor dels maltractaments: "Rubén Castro alé, Rubén Castro alé, no fue tu culpa, era una puta, lo hiciste bien". Els radicals van entonar aquests càntics per tal de defensar al seu jugador estrella, en un partit que els va enfrontar contra la Ponferradina. El problema fou que el canari va declarar, just després d'acabar el partit, que cadascú "és lliure de dir el que vulgui" i que no estava en contra del que havia escoltat. No content amb no posicionar-se contra el maltractament, va afegir que ell connectava molt amb aquest sector d'aficionats i que els agraïa el suport. Més endavant va haver de corregir les seves declaracions, assegurant que ell estava "en contra de la violència en totes les seves formes i en qualsevol manifestació que la justifiqui". Ho va fer en tots els mitjans de comunicació del Betis i es va justificar dient que no s'havia expressat correctament.
La titular del jutjat de violència sobre la dona 3 de Sevilla, María del Rosario Sánchez Arnal, va exigir el 23 de novembre del 2016 al futbolista que diposités una fiança de 200.000 euros en el termini d'un dia, segons la interlocutòria d'obertura de judici oral que va recollir el davanter, dos dies després Rubén Castro va demanar rebaixar la fiança a 6.000 euros. El 27 de juliol del 2017 va ser absolt de tots els càrrecs.